# داسکیلیون
داسکیلیون یا داسکیلیوم (به یونانی:Δασκυλεῖον؛ لاتین: Daskyleion) یک محوطهٔ باستانی در فریگیه هلسپونت در استان بالیکسیر ترکیه امروزی است. داسکیلیون در حقیقت، ساتراپ‌نشین مشهور دوره هخامنشی بود. بقایای این محوطه در روستای ارگیلی در شمال غرب ترکیه فعلی واقع شده است.

## تاریخچه
داسکیلیون از مراکز اداری اصلی هخامنشیان در غرب آناتولی است. یکی از محوطه‌های مهم باستانی در جنوب دریاچهٔ مانیاس، بین روستای ارگیلی و پارک ملی کوش جنتی واقع شده است. این اسم احتمالاً از نام داسکیلوس، شاه تبعیدی لیدی، گرفته شده است. فریگیان دریاچهٔ مانیاس را آفینیتیس می‌گفتند و در زبان لیدیان، داسکیلیتیس نام داشت. هنوز آشکار نیست که فریگیان به شهر داسکیلیون چه می‌گفتند زیرا داسکیلیون در اصل شهری است فریگی که بعدها به تصرف لیدیان درآمد. در سال ۵۴۷ ق.م. کورش بزرگ، لیدی را فتح کرد و آن را به قلمرو شاهنشاهی هخامنشی افزود. حکومت داسکیلیون در دست خاندان پارسی فارناکیان بود. در ۳۹۵ پ.م آگسیلائوس حاکم اسپارت، فرنابازوس دوم را شکست داد و داسکیلیون را آتش زد. در سال ۳۳۴ پ.م اسکندر مقدونی داسکیلیون را فتح کرد و آن‌جا در شمار اولین مراکز اداری هخامنشی بود که به قلمرو او اضافه شد. کاوش‌های داسکیلیون را پروفسور اکرم آکورگال، استاد ممتاز دانشگاه استانبول، در دههٔ ۱۹۵۰ آغاز کرد. آثار مکشوف از داسکیلیون در موزه‌های بورسا، استانبول، و باندیرما نگهداری می‌شود. بقایای این محوطه در روستای ارگیلی در شمال غرب ترکیه فعلی واقع شده است.